# Храше (Медводе)
Храше (словен. Hraše) је насељено место у општини Медводе, Средњесловенска регија, Словенија.

## Историја
До територијалне реорганизације у Словенији биле су у саставу града Љубљане, односно старе општине Шишка.

## Становништво
У попису становништва из 2011. године, Храше су имале 422 становника.
| Број становника према пописима | Број становника према пописима | Број становника према пописима |
| ------------------------------ | ------------------------------ | ------------------------------ |
| 1991                           | 2002                           | 2011                           |
| 387                            | 409                            | 422                            |